# August Ritter
August Ritter (Luneburgo, 11 de diciembre de 1826 - ibídem, 26 de febrero de 1908) fue un ingeniero civil alemán. Además de desarrollar el método de cálculo para estructuras reticuladas que lleva su nombre, también publicó influyentes trabajos sobre la termodinámica de las estrellas.

## Semblanza
Ritter se formó en el Instituto Politécnico de Hanover, y en Gotinga, ejerciendo como ingeniero durante algún tiempo. En 1856 se convirtió en profesor de mecánica y construcción de maquinaria en Hanover, en el Instituto Politécnico, y en 1870 pasó a ser profesor en la Universidad Técnica de Aquisgrán. Es conocido por ser el autor del denominado método de Ritter, un procedimiento para el cálculo de las estructuras reticuladas utilizadas en puentes y cubiertas.

## Contribución a la teoría de la estructura estelar
Ritter publicó entre 1878-1889 una serie de 18 ensayos en los Wiedemanns Annalen titulados Estudios sobre la constitución de gaseosa del Universo y en 1879 la monografía titulada Aplicaciones de la teoría mecánica del calor sobre los problemas cosmológicos, que esencialmente se compone de los contenidos de los primeros cinco de estos tratados. Ritter aborda en estas obras la hipótesis de que las estrellas, como acumulaciones de gas, están sometidas a un proceso politrópico sujeto a las leyes de los gases ideales. A partir de estos supuestos dedujo entre otros los resultados siguientes:
- La capacidad calorífica de los núcleos gaséosos es negativa.[2]
- La ecuación diferencial que describe la densidad de una esfera de gas es una función del radio. Ahora se conoce como Ecuación de Lane-Emden, aunque no está incluida explícitamente en los trabajos sobre la temperatura del sol realizados por Jonathan Homer Lane.[3][4]
- Una fórmula para el período de oscilación radial de esferas gaséosas.[5] Formuló una hipótesis capaz de explicar los cambios de brillo de las estrellas variables.[6]
- Una primera teoría de la relación masa-luminosidad de las estrellas.[7]

## Trabajos
- Elementary Theory and Calculation of Iron Bridges and Roofs (German, 1863, 5th ed. 1894; Eng. by Sankey, 1879)
- Lehrbuch der technischen Mechanik (1864; 7th ed. 1896)
- Lehrbuch der Ingenieur-Mechanik (1874–76)
- Lehrbuch der analytischen Mechanik (2nd ed. 1883)

## Eponimia
- El cráter lunar Ritter lleva este nombre en su memoria,[8] honor compartido con el geógrafo alemán del mismo apellido Carl Ritter (1779-1859).